# Histoire des Juifs à Kalisz
 (avril 2025).

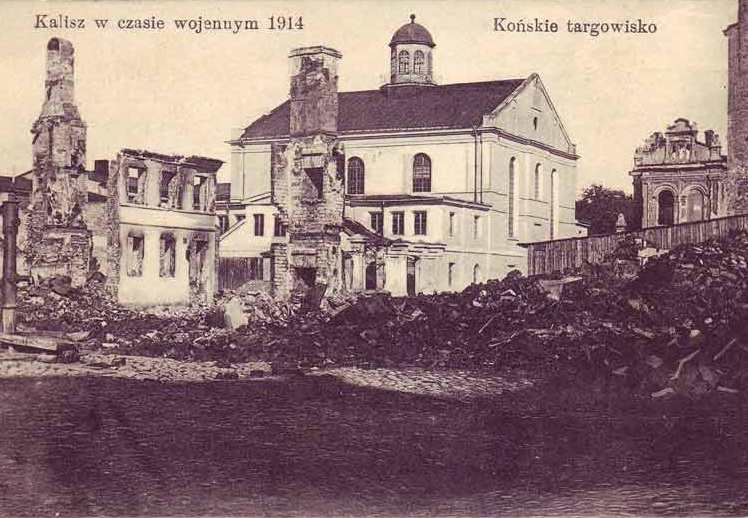
Grande synagogue de Kalisz devant les ruines de la Première Guerre mondiale

Kalisz est une ville du centre de la Pologne, chef-lieu du district de Kalisz dans la voïvodie de Grande-Pologne. Pendant la Seconde Guerre mondiale, la ville située à l'époque près de la frontière allemande, est annexée au Reich, les Juifs massacrés, les Polonais expulsés et remplacés par des Allemands ethniques de la Baltique.
La ville compte actuellement près de 100 000 habitants.
Les Juifs se sont établis à Kalisz dès le XIIe siècle et ont prospéré avec la croissance de la ville, jusqu'à représenter environ un tiers de la population totale. La communauté qui comptait au début de la Seconde Guerre mondiale près de 26 000 membres a été anéantie lors de la Shoah. Il n'y a actuellement plus de communauté juive à Kalisz.

## Histoire

### Les débuts de la communauté juive
Les premiers Juifs sont arrivés à Kalisz dans le courant du XIIe siècle pendant le règne de Mieszko III le Vieux, cherchant refuge à la suite des persécutions en Bohême et en Allemagne. Au XIIIe siècle, il existe déjà une communauté juive établie, une des plus notables de Grande-Pologne. Les Juifs sont chargés de frapper la monnaie royale comme le prouvent les pièces bractéates portant sur une face des inscriptions en hébreu.
En 1324, le duc Boleslas le Pieux publie le Statut de Kalisz, un privilège qui liste et définit les sujets particulièrement importants pour les Juifs de la ville. Entre autres, il leur garantit une totale sécurité pour eux, leur communauté et leurs biens et les autorise à construire des synagogues et des cimetières. Les nombreux paragraphes et clauses de ce document montre l'attachement du duc à ses sujets juifs.
En 1364, le roi Casimir le grand transmet à Falken, un Juif de Kalisz, un document accordant les mêmes droits à tous les Juifs de Pologne. Ce statut, complété au cours des ans par plusieurs amendements, servira de statut légal pour la communauté juive jusqu'à la fin de la république des Deux Nations.
Après l'obtention par la ville de Kalisz de ses droits de cité du duc Boleslas le Pieux en 1257, les Juifs s'installent dans la partie sud-ouest de la ville entre la porte Piskorzewska et le marché Koński. En 1258, Przemysl II confirme la vente d'un terrain à Rypinek, en périphérie de la ville, dans le but d'y installer un cimetière juif. En 1287, la communauté juive afin d'agrandir le cimetière prend en location un terrain sur les hauteurs de la ville, appartenant à un chevalier du nom de Rufin. Le terrain est situé en bordure des villages de Rypinek et de Dobrzec. La location du terrain s'effectue en nature, poivre, safran et épices. Le terrain sera utilisé par la population juive pendant plusieurs siècles.
En 1358, le roi Casimir le Grand autorise les Juifs à construire une synagogue. Celle-ci est très probablement en bois et située au centre du quartier juif de la ville. Son emplacement exact est inconnu. Ce n'est qu'en 1650 que la communauté achète un terrain à Rozmark pour y construire une synagogue en briques. Une école juive y est installée. La ulica Żydowska (rue juive), maintenant rue Złota, qui part d'un des coins de la place de la ville, sert d'artère principale au quartier juif.
En 1555, le roi Sigismond II Auguste garantit aux Juifs de Kalisz le droit d'exercer librement le négoce. En 1676, le roi Jean III Sobieski confirme la validité du Statut de Kalisz en présence des autorités municipale. Faisant suite à une période de prospérité économique, la situation de la communauté juive de Kalisz va se détériorer considérablement dans le courant du XVIe siècle, quand elle est obligée de s'endetter. À cette époque, les Juifs n'ont le droit de louer que six maisons à Kalisz, et pour chaque maison supplémentaire, doivent payer une amende à la ville. En 1565, ils occupent 18 maisons et en 1579, les 170 Juifs de la ville payent un impôt par tête de 130 złotys. Au XVIe et XVIIe siècles, les Juifs travaillent principalement comme commerçants, prêteurs sur gage ou artisans, comme bouchers, boulangers, tailleurs, tisserands ou orfèvres.

### DuXVIIIesiècleà laPremière Guerre mondiale
En raison de son fort développement, les maisons en bois s'entassent les unes contre les autres et le quartier juif est fréquemment la proie des flammes. Le feu de 1792, qui ravage toute la ville est un des plus tragiques. Il détruit la synagogue et toutes les maisons du quartier juif. Selon le recensement de 1793, les Juifs qui vivent entre les rues Złota et Garbarska et les ruelles alentour, résident dans 91 maisons. La communauté possède une synagogue, un mikvé, un cimetière, un refuge pour les sans-abris et un abattoir cacher. En 1804, Kalisz compte 2 113 résidents juifs, représentant environ 30 % de la population de la ville.
À partir de 1828, les Juifs ne peuvent vivre que dans une zone désignée de la ville. Cependant, 23 maisons situées en dehors de cette zone appartiennent à des Juifs possédant une autorisation spéciale. En 1836, un hôpital juif de 25 lits est ouvert et une école en langue russe fonctionne à partir de 1875. La même année, une épidémie de choléra s'abat sur la ville, emportant de nombreuses vies et toujours en 1875, un feu détruit 157 maisons juives et l'ancienne synagogue.
En 1876, les autorités de la ville décident la restructuration du quartier juif. Certains des habitants sont relogés sur les bords de la rivière Prosna. Bientôt de petits ateliers juifs y voient le jour, travaillant principalement dans la dentellerie.
Dans la seconde moitié du XIXe siècle, les Juifs ont la possibilité de s'installer sans restriction, ce qui conduit à une forte augmentation de la population juive de la ville. En 1875, ils représentent 45 % de la population de la ville et en 1908, avec 14 318 membres, la communauté juive représente 36 % de la population totale.
À la fin du XIXe siècle, les Juifs de Kalisz, dans leur majorité, tentent de soutenir le mouvement d'indépendance polonais. À titre d'exemple, le 14 octobre 1861, une cérémonie de prières se déroule dans la synagogue pour Antoni Fijałkowski, l'archevêque de Varsovie, qui a adopté une attitude critique envers les autorités russes lors des manifestations patriotiques. La cérémonie est suivie par de nombreux Chrétiens et Juifs. En 1863, des femmes juives de Kalisz confectionnent un étendard de combat pour les insurgés combattant dans la région, avec l'inscription À nos vaillants frères polonais, de la part de femmes juives polonaises de Kalisz
Après l'écrasement de l'insurrection de Janvier, la situation sociale et économique est difficile. La répression devient plus sévère et ce n'est que lorsque Kalisz redevient en 1866 une capitale de goubernia et qu'une ligne de chemin de fer est construite que la ville retrouve un élan économique.
Le 26 juin 1878 une violente émeute contre les Juifs éclate pendant une procession de Corpus Christi. Une rumeur accuse les Juifs d'avoir détruit les autels préparés pour la cérémonie au Nowy Rynek (Nouvelle place du Marché), et de jeter des pierres sur les gens passant devant la maison du rabbin. La foule, armée de bâtons et de pierres commence à saccager et piller le quartier juif, y compris la synagogue. L'émeute dure jusqu'à la tombée de la nuit, sans réaction des autorités russes.

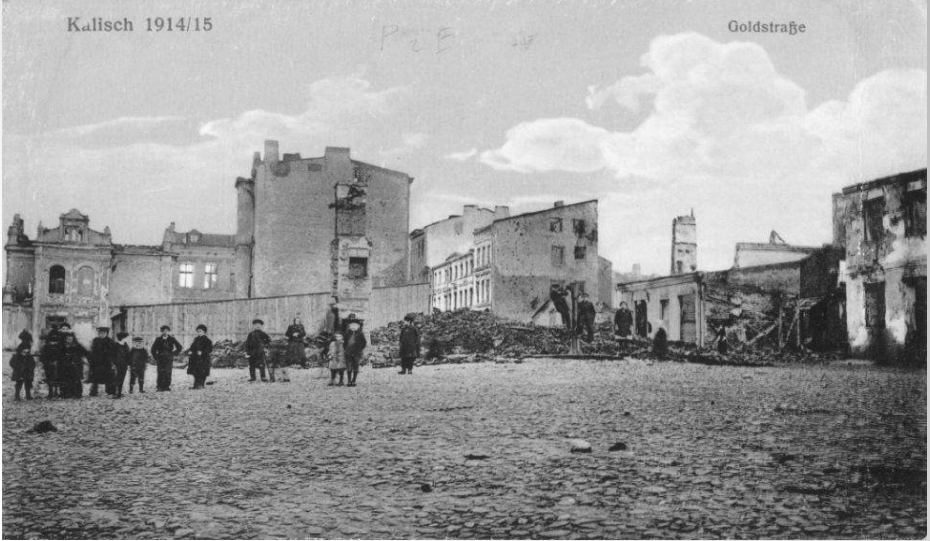
Le quartier juif de Kalisz en 1914-1915.jpg

Pendant la Première Guerre mondiale, en aout 1914, le centre de la vieille ville et la plus grande partie du quartier juif sont réduits en ruine à la suite de tirs d'artillerie et du pillage et mise à sac de la ville par les troupes allemandes. Le rabbin Yechezkel Lipshitz se rend aux États-Unis dans le but de récolter de l'argent nécessaire à la reconstruction de la ville.

### La période de l'entre-deux-guerres
Pendant la première année de la Première Guerre mondiale, l'armée allemande tue 33 Juifs et détruit de façon délibérée 95 % de Kalisz, conduisant à un exode massif de toute la population de la région.
Cinq ans plus tard, lors de la lutte pour l'indépendance de la Pologne, deux Juifs perdent la vie à Kalisz en mars 1919, dans ce qui est considéré par la communauté juive comme un pogrom organisé par les nationalistes polonais de la Polska Organizacja Wojskowa (Organisation militaire polonaise).
Au début de la Deuxième République polonaise, la ville de Kalisz se reconstruit des ravages de la guerre. C'est une période de forte croissance. Pendant l'entre-deux-guerres, le commerce et l'artisanat juif se développent dynamiquement. La ville possède une coopérative juive qui devient particulièrement active lors de la crise économique de 1929-1932; cependant son activité culminera dans les années 1935-1939. Kalisz a six coopératives de crédit, dont la Spółdzielczy Bank Handlowo-Kredytowy (Banque coopérative de commerce et de crédit), la Spółdzielcza Kasa Drobnego Kupiectwa]  (Caisse coopérative pour le petit commerce); une coopérative de consommateurs, la Żydowska Kooperatywa Spożywców (Coopérative juive de consommateurs) et une coopérative d'artisans, la Spółdzielnia Czapników i Kapeluszników (Coopérative des casquettiers et chapeliers).
Les Juifs participent activement à la vie publique, avec de nombreuses associations, institutions et partis politiques. Sur les 34 sièges du conseil municipal, 11 sont réservés aux représentants des différents partis juifs. La vie politique des Juifs de Kalisz se divise en trois groupes, les religieux orthodoxes avec le parti Agoudat Israel et son organisation féminine Bnos Agoudat Israel ainsi que plusieurs groupes non officiels hassidiques; les nationalistes bourgeois comprenant l'Organisation sioniste, les Mizrahi et l'Alliance des sionistes-révisionnistes; et les socialistes avec les sionistes du Poale Zion droitiste et du  Poale Zion gauchiste, l'Hashomer Hatzaïr et HeHalutz Hamerkazi, ainsi que le Bund antisioniste avec son mouvement de jeunesse Tsukunft et une petite cellule du Parti communiste de Pologne. Plusieurs de ses membres vont partir se battre pendant la guerre d'Espagne du côté républicain. Dix d'entre eux périront.
Pendant de nombreuses années, la force dominante dans la communauté juive est le parti orthodoxe Agudath Israel. Le parti n'obtient aucun siège au conseil municipal lors des élections de 1920, mais il en obtient 5 lors des élections de 1927. Dans les années précédant la Seconde Guerre mondiale, sa popularité chute. Il est en profonde opposition avec les groupes sionistes. En 1927, le conseiller sioniste Leon Dancygier devient maire-adjoint et responsable du Comité des finances et du budget. L'Union générale des travailleurs juifs (Bund) est le plus vieux parti des travailleurs de la ville, fier de son combat contre le tsarisme pendant la révolution de 1905, ayant organisé deux manifestations et une attaque de la prison pour libérer des prisonniers politiques. Le parti soutient les syndicats ainsi que la coopérative de consommateurs locale, et en 1925, il ouvre une école juive avec le yiddish comme langue d'enseignement. En 1930, il met en place le premier jardin d'enfants à Kalisz. Les bundistes s'allient occasionnellement avec le parti socialiste polonais.
En 1934, les deux groupes forment un bloc unique pour les élections municipales, gagnant deux sièges. Le parti sioniste de gauche Poale Zion gauchiste, relativement hostile au Bund considéré comme antisioniste, est aussi fortement impliqué dans les mouvements sociaux. En 1920, il ouvre un centre d'accueil pour les enfants des familles les plus pauvres. Le groupe a aussi une forte influence auprès des syndicats, et organise des grèves. Mais le groupe est en opposition totale avec les orthodoxes d'Agoudat Israel auxquels il reproche sa trop grande domination dans l'administration de la communauté. En février 1933, les activistes de Poale Zion gauchiste occupent la synagogue de Kalisz pour protester. Son organisation de jeunesse Jugent est une des plus actives en ville.
Le 19 avril 1933 est créé le Komitet do Walki z Prześladowaniami Żydów w Niemczech (Comité de lutte contre la persécution des Juifs en Allemagne) à la suite de la prise de pouvoir d'Hitler en Allemagne. Il organise le boycott des produits allemands et publie les noms des commerçants qui ne participent pas à la campagne. Le comité a 20 membres dont des représentants des partis et des journalistes.
Pendant la période de l'entre-deux-guerres, de nombreuses associations caritatives juives voient le jour, dont Linas Hatzedek (société de prêt gratuit), le Towarzystwo Ochrony Zdrowia (TOZ – Société de protection de la santé) qui organise entre autres des camps de vacances, l'Organisation reconstruction travail (ORT) pour le développement du travail manuel, artisanal et agricole parmi la population juive, le Yesoymim Hoyz (Maison des orphelins), le Moshav Zkenim (Hospice pour personnes âgées), le Chesed Shel Emes (Entreprise funéraire gratuite) et le Beis Lechem (Maison du pain).
Kalisz bénéficie aussi d'associations sportives actives, le ŻRKS Gwiazda, le RKS Jutrznia associé au Bund, le Ha-Poel associé au Poale Zion droitiste, et la Żydowskie Towarzystwo Gimnastyczno-Sportowe (Association juive de gymnastique et de sport), une des plus anciennes associations sportives juives en Pologne, qui organise des épreuves de gymnastique et qui possède une section féminine et son propre orchestre. En 1932, l'association prend le nom de club Maccabi de Kalisz.

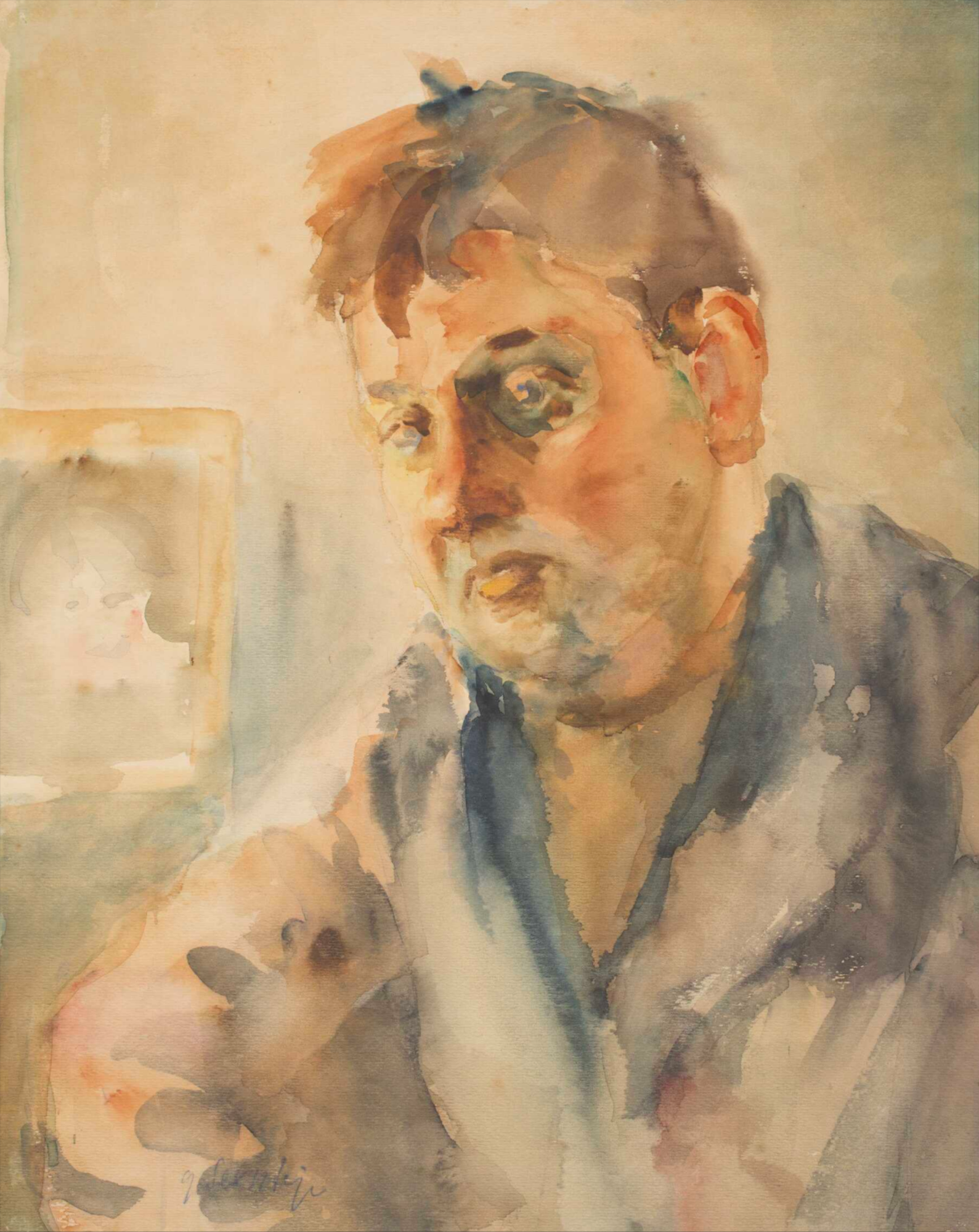
Le poète Horończyk peint par Gela Seksztajn

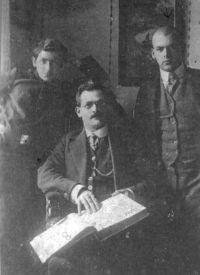
Herszel Solnik

Parmi les organisations culturelles et éducatives, figurent l'Association des écoles secondaires juives, qui gère une école secondaire mixte et à partir de 1934, une école publique de 7 niveaux; l'Association d'aide aux étudiants juifs; les Amis du YIVO, l'institut de sciences juives de Vilnius; l'association Talmud Torah qui gère une école religieuse; la bibliothèque Sholem Aleichem; l'Association culturelle juive; l'Association touristique juive; et de nombreuses autres. La ville se prévaut de plusieurs théâtres amateurs juifs, parmi lesquels le théâtre miniature Komety; de fanfares; d'orchestres de mandolines, d'orchestres symphoniques et d'un chœur. Szymon Horończyk, un ouvrier qui écrit de courtes histoires et des sketches littéraires en yiddish décrivant la vie quotidienne des classes les plus pauvres, habite Kalisz. De même que Herszel Solnik, éditeur du journal Kaliszer Lebn, poète et chroniqueur, tué pendant le soulèvement du ghetto de Varsovie et que Roza Jakubowicz, poétesse de la classe moyenne élevée, assassinée en 1943 à Treblinka.
Entre les deux guerres, la presse juive met du temps à se développer à Kalisz. Il faut attendre 1927, pour que la communauté possède sa propre agence de presse, avec la parution de l'hebdomadaire Kaliszer Lebn, un hebdomadaire non-partisan en yiddish. À partir de 1930 l'éditeur Jakub Jarecki fait paraitre l'hebdomadaire concurrent Kaliszer Woch, très critique à l'égard de la majorité orthodoxe de la communauté. Les deux journaux possèdent des correspondants à l'étranger. En plus de ces deux journaux, paraissent de nombreuses petites revues éphémères.
De nombreuses organisations ont leurs propres écoles. La ville possède une école artisanale juive, une école de filles et un jardin d'enfants Beit Yaakov, ainsi que deux yechivot gérés par Agoudat Israel, une école mixte publique dirigée par le parti Mizrahi, une école publique Ber Borochow et un jardin d'enfants sous les auspices du Poale Zion gauchiste, l'école publique Leib Peretz et un jardin d'enfants dirigés par le Bund, et plusieurs écoles commerciales publiques, des établissements religieux et d'autres institutions éducatives.
La reconstruction de la ville après la Première Guerre mondiale, son développement et l'accroissement de sa population imposent la construction d'un nouveau cimetière. Le vieux cimetière juif datant du XIIIe siècle est plein et ne peut plus recevoir de nouvelles sépultures. En 1920, le bureau de la communauté religieuse juive de Kalisz achète un terrain entre les rues actuelles Widok et Podmiejska. Jusqu'à 1939, plus de 3 000 personnes y seront enterrées, dont le rabbin Yechezkel Lipshitz, un érudit, grand-rabbin de Kalisz de 1906 à 1932 et président de l'Union des rabbins polonais dont l'ohel est toujours visible.
La communauté juive est très dynamique et diverse. La majorité appartient au courant orthodoxe traditionnel, mais un groupe notable et continuellement croissant de Juifs assimilés est composé de l'intelligentsia, de membres de profession libérale, de marchands fortunés et d'industriels. Ils se considèrent comme des Polonais de religion juive.
Au début du XXe siècle, les juifs progressistes construisent leur propre synagogue réformée, rue Krótka, surnommée la synagogue allemande. Malgré leurs différences, les Juifs de Kalisz participent financièrement ensemble aux nombreuses œuvres caritatives existantes, à l'hôpital juif et au foyer pour personnes âgées. En 1939, la ville compte 81 052 habitants dont 27 000 Juifs.
La vie de la communauté juive dans l'entre-deux-guerres

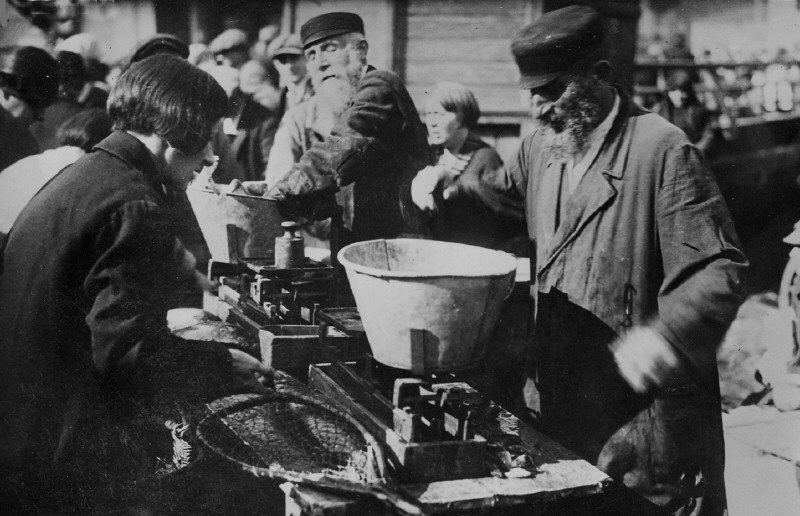
Le marché aux poissons la veille du Shabbat
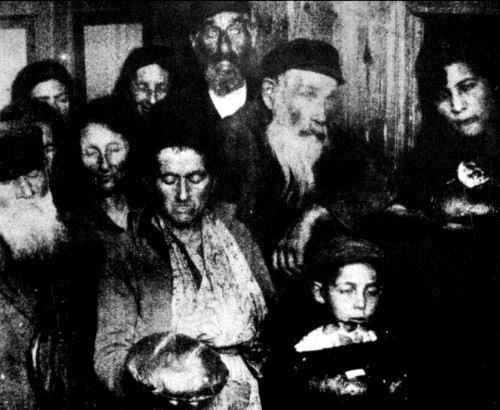
Distribution de pain aux pauvres dans les années 1920
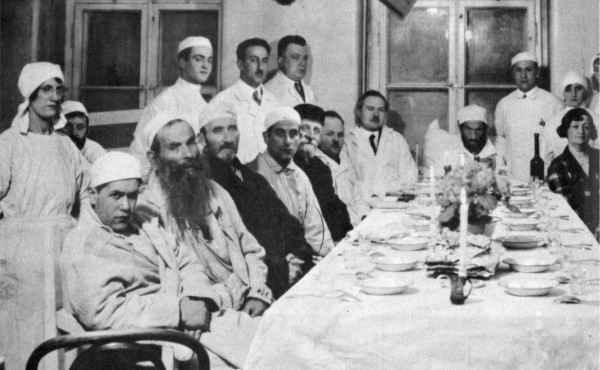
Le Séder de Pessa'h à l'hôpital juif
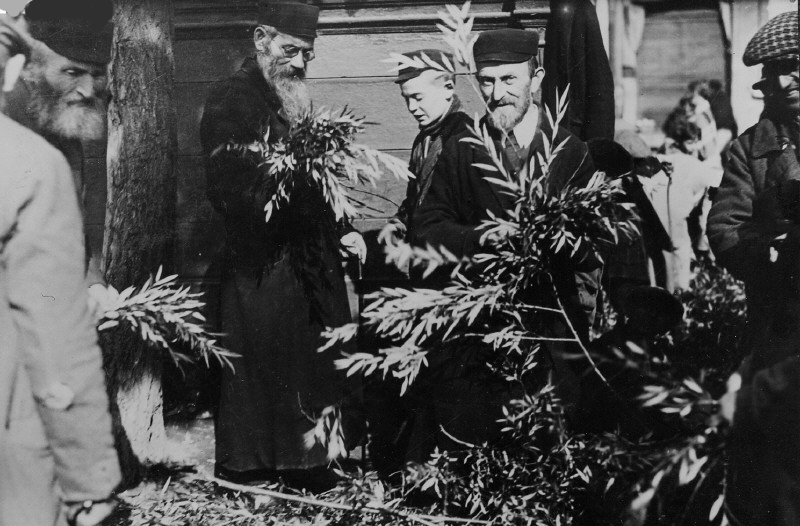
Achat de branches de saule pour la fête de Souccot

### La Seconde Guerre mondiale et la Shoah
Au déclenchement de la Seconde Guerre mondiale, près de 20 % de la population juive de Kalisz fuit à pied vers les villes voisines de Błaszki, Warta, Sieradz. Les plus fortunés rejoignent Łódź et Varsovie. Le 4 septembre 1939, les troupes allemandes, dirigées par le général d’infanterie Johannes Blaskowitz entre dans la ville. Dès la fin septembre, la plupart des Juifs qui ont fui la ville sont de retour, à l'exception de ceux partis à Łódź ou Varsovie et quelque jeunes qui réussissent à s'échapper vers l'Union soviétique,. Cette partie de la Pologne est incorporée au Reich allemand sous le nom de Warthegau. Un des buts des Allemands est d'y chasser ou tuer les Juifs et de déplacer les Polonais afin d'y installer des Allemands ethniques.
Les violences contre les Juifs débutent dès l'entrée dans la ville de la Wehrmacht : humiliation, bastonnade, désacralisation des lieux de culte, pillage des habitations et des commerces juifs. Un des passe-temps favoris des soldats est de tirer, couper ou bruler la barbe et les payess (papillotes) des vieux Juifs religieux après les avoir obligés de prier et danser dans la rue. Les lieux de prière sont fermés et début octobre, l'abattage rituel est interdit. Le 9 octobre 1939, le maire, Walther Grabowski, nommé par les Allemands, ferme les commerces et ateliers juifs. Le 10 octobre, le gouverneur local, Herman Marggraf, convoque Gerszon Hahn, le Hazzan (officiant) de la synagogue réformée rue Krótka, et lui ordonne de former un Judenrat de 25 membres chargé d'administrer la communauté juive pour le compte des Allemands. Le conseil comprend: Gerszon Hahn; les avocats Józef Perkal et Moryc Kacynel; les marchands Mosze Zajdel, Aleksander Poznański, Leon Rynek et Lajzer Mic; le président de la Banque commerciale juive Abe Lewkowicz; le conseiller municipal, membre du Bund Mosze Szlumper; les commerçants et membres du conseil d'administration de la Banque commerciale juive Leon Siemiatycki et Boruch Rzepkowicz; les docteurs Juda Płocki, Beatus, Rafał Lubelski et Dawid Seid; l'ingénieur Ajzyk Fiszer; l'ingénieur et industriel Stefan Cukier; les industriels Izydor Wiśniewski, Stefan Frenkel, Michał Ajzenberg et Szyja Kott; le secrétaire de l'Association des artisans juifs Ben-Cijon Arkusz; l'employé de bureau Dawid Herman. Le secrétaire du Judenrat est Dawid Herman qui sera remplacé par Ben-Cijon Arkusz après son départ de Kalisz. Bien que les Allemands aient nommé Hahn comme président du conseil, le véritable responsable est Józef Perkal.
Le bureau du Judenrat est situé dans l'ancien bureau de la communauté juive rue Kanonicka. Une des premières instructions reçues des autorités allemandes est de procéder à un recensement des Juifs restés en ville. Celui-ci doit comporter l'âge, le nombre d'enfants et un descriptif complet des biens immobiliers, magasins et ateliers, des meubles, vêtements, bijoux, monnaies étrangères et argent détenus au-dessus de la somme de 2 000 złotys. Le recensement donne une estimation de 18 000 Juifs restés en ville.
Les Allemands ordonnent au Judenrat de leur verser une importante somme d'argent, obligeant celui-ci à imposer une taxe aux Juifs de Kalisz les plus aisés. En plus, les Allemands demandent au conseil de mettre à leur disposition 150 à 200 travailleurs chaque jour pour effectuer du travail forcé pour l'armée allemande ou la Gestapo. Ce nombre va grimper à 400 hommes au début novembre, quand les Juifs devront enterrer dans le cimetière juif de la rue Podmiejska, plusieurs dizaines de Polonais abattus. Le 12 octobre 1939, les propriétaires juifs de moulins ont l'interdiction d'acheter du grain, et sont limités dans la quantité de grains à moudre. Le nombre de boulangers juifs est réduit à trois. Le 23 octobre 1939, les autorités ordonnent la vente obligatoire de tout l'argent étranger détenu par des Juifs aux banques allemandes de crédit. Le même jour, les polonais et les Juifs ont l'obligation de donner tous leurs appareils radio à la police allemande.
Juifs travaillant à l'enlèvement des décombres de l'Adolf Hitler Platz à Kalisz

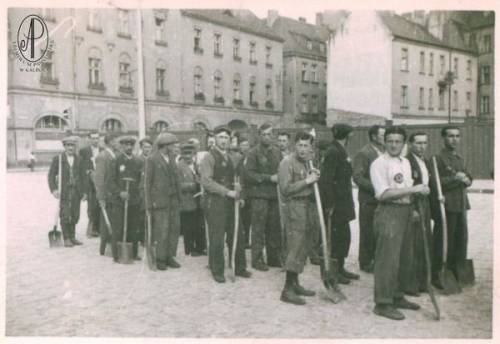
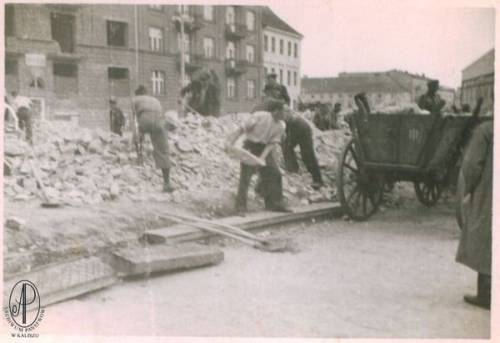
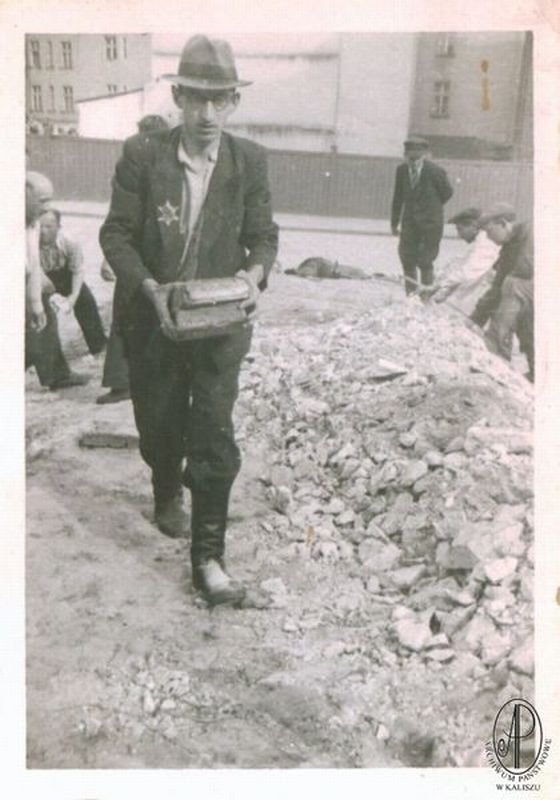
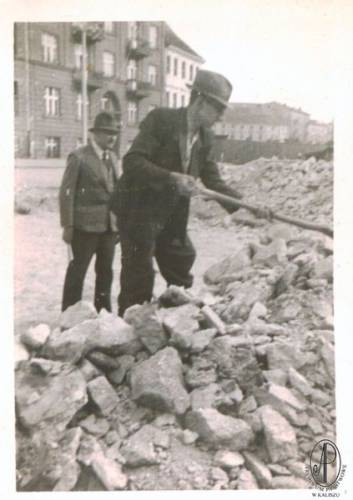

À partir du mois de novembre, la répression contre les Juifs s'accentue. Le 2 novembre, le maire interdit aux Juifs, ainsi qu'aux Juifs convertis, de se rendre dans un édifice public. Le 8 novembre, les Juifs et les Polonais de Kalisz et des environs ont l'interdiction de sortir de chez eux après 17h. La répression religieuse contre les Juifs s'intensifie. Les rouleaux de Torah des petites maisons de prière de la rue Ciasna sont brulés dans la rue, les soldats allemands forçant les jeunes filles juives à danser autour du feu. La grande synagogue de la rue Złota est démolie et tous les objets de culte sont jetés dans la rivière Prosna. À la mi-octobre, l'ordre est donné que tous les juifs doivent porter un brassard jaune de 10 cm de large sur leur bras droit. À partir du 18 novembre, les Juifs et les Polonais ont l'interdiction de voyager librement sans l'accord des autorités allemandes.
Le 7 novembre 1939, les Allemands avertissent le Judenrat de la création future d'un ghetto à Kalisz et que tous les Juifs vivant en dehors des limites fixées doivent s'installer à l'ouest de la rue Babina. Le plan allemand d'intégration de la région au Reich suppose de la vider de ses habitants présents. Tous les Juifs doivent être provisoirement transférés dans le Gouvernement général de Pologne entre novembre 1939 et février 1940. Les déportations de masse débutent le 10 novembre, en commençant par les quartiers les plus aisés, où les Juifs sont remplacés par des Allemands ethniques de la Baltique. Les Juifs ont dix minutes pour se préparer et n'ont le droit que d'emporter le strict minimum. Ils sont temporairement regroupés dans le monastère des Bernardins d'où certains réussissent à s'échapper.
Le 30 novembre 1939, les autorités allemandes intensifient leurs efforts pour expulser les Juifs de la ville. Les Juifs chassés de leur maison sont fouillés et tous leurs argent et bijoux confisqués, avant d'être parqués dans le hall d'exposition de l'entreprise des frères Szrajer. Entassés dans des conditions d'hygiène déplorables, ils ne reçoivent de la nourriture qu'après plusieurs jours. Les membres du Judenrat sont arrêtés le même jour et enfermés dans le même lieu. La déportation des Juifs enfermés dans le hall d'exposition va durer jusqu'au 14 décembre. Ils sont transportés par train dans des wagons à bestiaux, vers les villes du Gouvernement général, principalement dans la région de Lublin et en Podlachie. Certains sont envoyés au camp de travaux forcés de Koźminek. Avec une température qui descend en dessous de -20 °C, sans nourriture ni boisson, beaucoup mourront en route. Les survivants iront s'entasser dans les différents ghettos locaux et subiront le sort tragique de leurs occupants, assassinés aux camps d'extermination de Bełżec et de Sobibór.

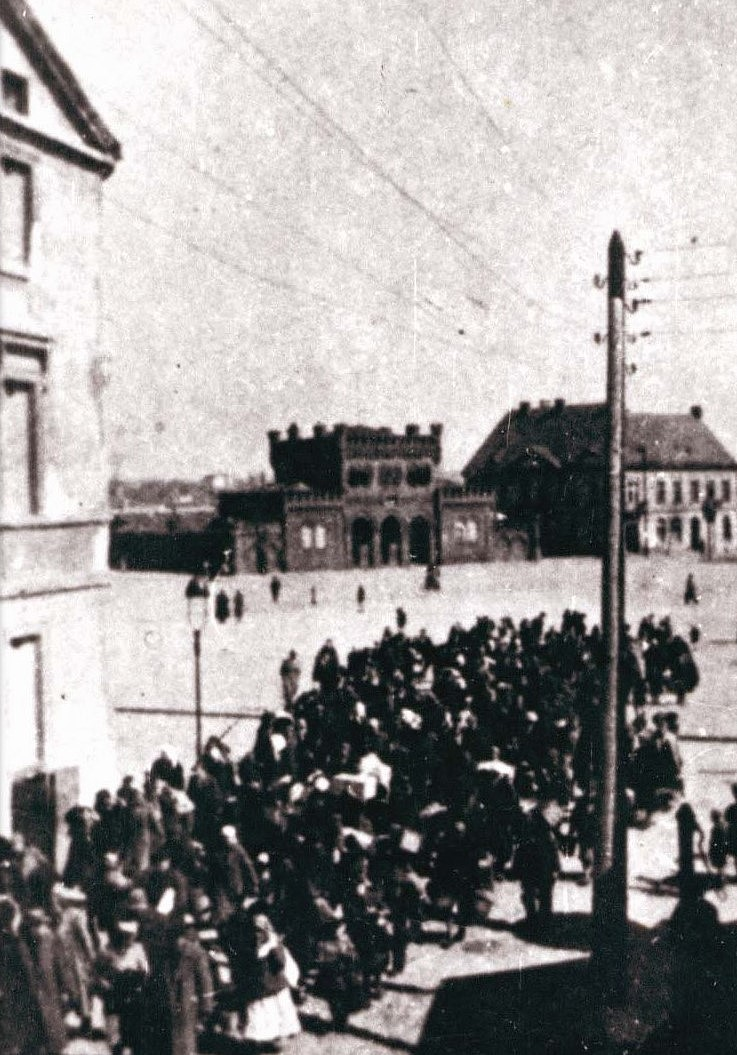
Déportation des Juifs de Kalisz en 1940

Les déportations suivantes concernent environ 6 830 Juifs de Kalisz qui sont transportés au ghetto de Varsovie et la plupart d'entre eux mourront dans les chambres à gaz de Treblinka et Birkenau.
Tous les Juifs restant encore à Kalisz au printemps 1940 sont installés dans l'usine Lustig et dans d'autres bâtiments industriels de la rue Złota. Estimés à 612, ils ne seront plus que 430 l'année suivante en raison des conditions de vie, du travail forcé et des punitions infligées par les Allemands. Ils sont utilisés dans les ateliers locaux ou pour des travaux de déblaiement dans la ville ou ses environs.
En novembre 1940, 270 patients âgés ou infirmes de l'hôpital juif sont assassinés dans des camions à gaz. Un an plus tard, en novembre 1941, les mêmes camions reviennent et tuent 290 personnes. Les victimes sont enterrées dans des fosses communes dans les bois autour de Kalisz.
En mai 1941, il ne reste plus que 150 Juifs à Kalisz qui sont transportés entre le 4 et le 8 juillet 1942 au ghetto de Łódź.

### L'après-guerre
Le 23 janvier 1945, Kalisz est libéré par l'armée soviétique. Un Comité juif est créé à Kalisz, dont les bureaux sont situés dans un immeuble d'habitation au 15 rue Jedenastego Listopada, maintenant 15 Rynek Główny (Marché principal). En mai 1945, une assemblée générale de la population juive de Kalisz est convoquée pour élire le bureau du Comité juif. Celui-ci comprend: Aleksander Nagórski, président; Józef (Icchak) Sieradzki, vice-président; Moszek (Mojse) Błaszkowski, secrétaire; et comme membres Abram Jakub Friedman, Bolesław Hamburger, et Estera Łaja Pragerowa-Bolkowska. Le comité emploie Franciszka Zaksowa comme responsable du département éducation et culture; Arje Heber comme greffier du comité; Hanna Skowrońska, responsable de la cantine avec Jetta Grynwald Frankiel et Filip Białek comme assistantes ; Bronisław Paryzenberg, magasinier; Feliks Lesman, gardien. En 1946, Lejb Diament devient le président du comité.
Le comité est chargé d'enregistrer les Juifs survivants, de leur trouver un logement et du travail et de regrouper les familles dispersées. Au début, la majorité des arrivants sont des prisonniers des camps de concentration: 47 provenant d'Auschwitz-Birkenau; 40 de Częstochowa; 14 de Theresienstadt; 8 de Buchenwald; 7 de Stutthof; 6 de Mauthausen; 5 de Bergen-Belsen; 5 de Lublin (Majdanek); 5 de Ravensbrück; 4 de Dachau; 3 de Gross-Rosen; 2 de Sachsenhausen; 1 de Blechhammer (Jaworzno) ainsi que 188 personnes provenant de différents autres sous-camps, soit un total de 335 Juifs revenant à Kalisz des camps de la mort. À ceux-là, s'ajoutent 66 Juifs enrôlés dans l'armée polonaise, 19 combattants avec les partisans et 68 ayant réussi à survivre cachés pendant la guerre dans le Gouvernement général. Dans les années 1946-1947, arrivent à Kalisz les Juifs en provenance d'Union soviétique. Au total, 1 277 Juifs de Kalisz et des villes alentours ont survécu à la guerre. Parmi les survivants, on trouve beaucoup d'artisans, des tailleurs, des cordonniers ainsi que des électriciens et des mécaniciens enrôlés par les nazis dans les camps de travail forcé. Peu de membres de l'intelligentsia, docteurs, avocats ou professeurs ont survécu.
Le comité juif de Kalisz a sous sa juridiction Błaszki, Koźminek, Opatówek, Ostrów Wielkopolski, Szczytniki, et d'autres villages avoisinants. De même certains résidents avant-guerre de Sieradz, Zduńska Wola, Turek, Konin ainsi que de Łódź s'enregistrent à Kalisz. En 1946, cela représente en tout 2 225 personnes. La plupart des Juifs qui arrivent à Kalisz sont à la recherche de membres de leur famille ou d'amis, et décident de quitter rapidement la ville pour s'installer ailleurs en Pologne ou pour émigrer.
En novembre 1945, à l'initiative du Comité juif, les corps de 1 500 Juifs, hommes, femmes et enfants, tués par les Allemands sont exhumés de fosses communes et enterrés dans le cimetière juif.

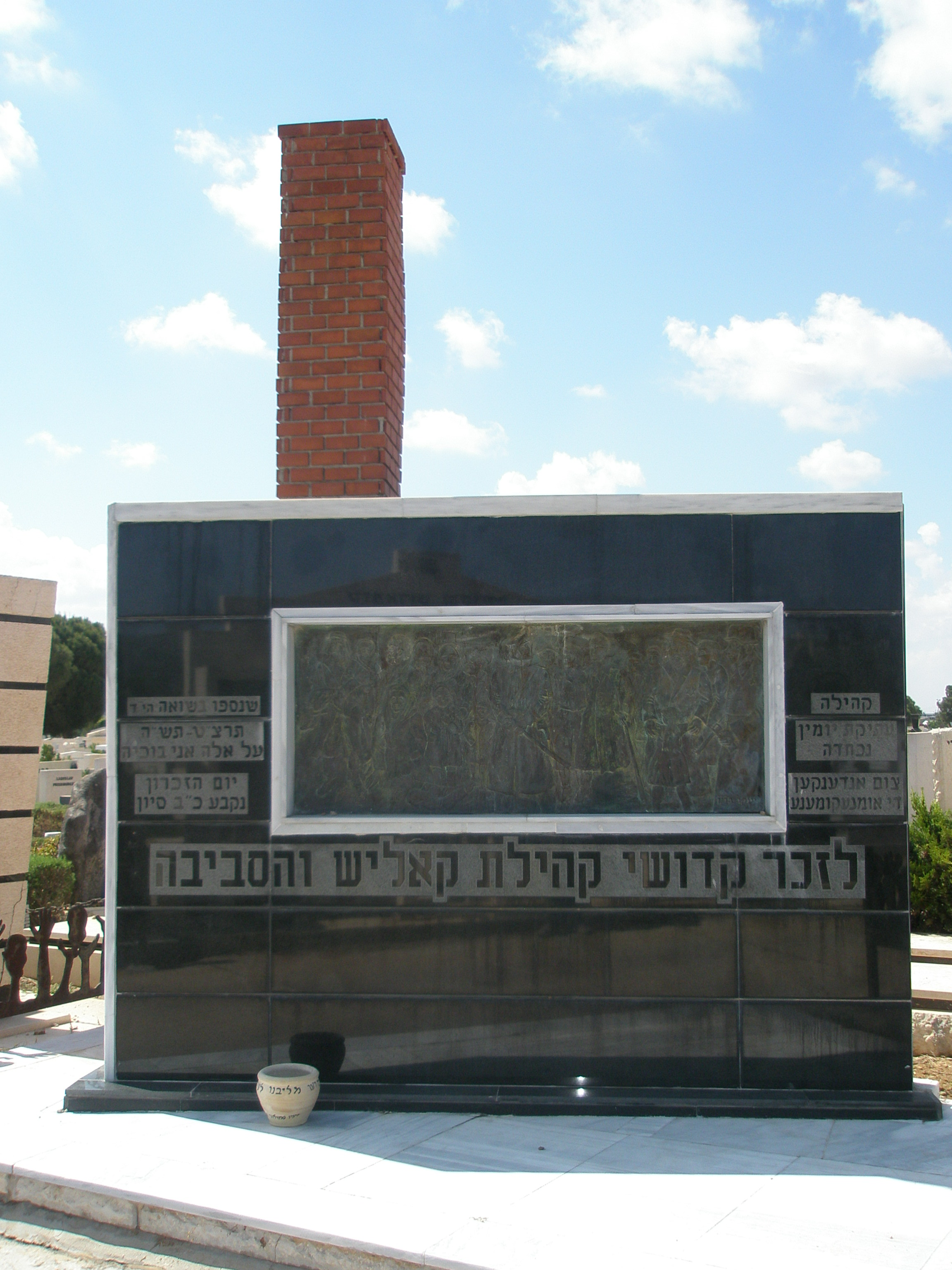
Mémorial pour les habitants de Kalisz dans le cimetière de Holon en Israël

Les quelques Juifs qui décident de rester à Kalisz sont employés principalement dans l'une des quatre coopératives juives fonctionnant à Kalisz: Przełom et Arnold dans la branche habillement; Jedność dans le cuir et la chaussure et Skup dans le commerce. D'autres travaillent dans des ateliers privés ou dans des bureaux.
Les sentiments antisémites de la population polonaise culminent lors des pogroms de Kielce et de Cracovie, Des rumeurs d'évènements similaires qui se seraient produits à Warta, Wieluń et Wieruszów se propagent à Kalisz et conduisent au départ précipité de la plupart des Juifs revenus à Kalisz soit vers les grandes villes polonaises soit à l'étranger.
À la fin des années 1940, il ne reste plus qu'une centaine de Juifs à Kalisz, et le peu qui reste se fond dans la population polonaise. Actuellement, il n'y a plus de communauté juive à Kalisz.

## Évolution de la population juive
| Population juive à Kalisz, |                               |                 |                      |
| Année                      | Population totale de la ville | Nombre de Juifs | Pourcentage de Juifs |
| 1629                       | ~2 300                        | ~400            | ~17,4 %              |
| 1789                       | ~3 500                        | 895             | ~25,6 %              |
| 1807                       | 6 712                         | 2 535           | 37,8 %               |
| 1827                       | 12 107                        | 3 463           | 28,6 %               |
| 1857                       | 12 066                        | 4 352           | 36,1 %               |
| 1897                       | 23 674                        | 7 580           | 32,0 %               |
| 1921                       | 44 613                        | 15 566          | 34,9 %               |
| 1931                       | 55 007                        | 19 248          | 35,0 %               |
| 1936                       | 76 350                        | 26 700          | 34,1 %               |

## Personnalités juives nées à Kalisz
- Shabbethai Bass (1641-1718), bibliographe et auteur du Siftei Chachamim, un commentaire sur le commentaire du Pentateuque par Rachi
- Tadeusz Bierzwiński (1906-2005), militant communiste, officier des organes de sécurité publique, lieutenant-colonel de la milice citoyenne.
- Adek Boraks (1913-1941), militant de la résistance juive pendant la Seconde Guerre mondiale, assassiné au camp d'extermination de Treblinka.
- Janina David (1930- ), écrivaine et traductrice britannique, survivante de la Shoah
- Dawid Flamm (1793-1876), célèbre gynécologue
- Mieczysław Hejman (1908-1943), ingénieur en électrotechnique, militant communiste, résistant pendant la Seconde Guerre mondiale, se suicide encerclé par la police allemande
- Gustawa Jarecka (1908-1943), prosatrice, membre de l'organisation clandestine Oyneg Shabbos dans le ghetto de Varsovie, assassinée à Treblinka
- Henryk Jedwab (1918-2005), lieutenant de l'armée polonaise, pendant la Seconde Guerre mondiale, participe avec l'armée française aux combats de Monte Cassino, d'Ancône et de Bologne
- Józef Kapłan (1913-1942), membre de l'Hashomer Hatzaïr et de la Żydowska Organizacja Bojowa (Organisation juive de combat) dans le ghetto de Varsovie, arrêté par la Gestapo et condamné à mort.
- Stanisław Aleksander Kempner (1857-1924), économiste, journaliste, conférencier, libéral et libre penseur.
- Vitka Kempner (1920-2012), partisane pendant la Seconde Guerre mondiale, membre du  Fareynikte Partizaner Organizatsye puis du Nakam, émigre en Israël après la guerre
- Baruch Kolski (1915-2008), militant de l'Hashomer Hatzaïr, colonel de l'armée israélienne
- Leon Leopold Lewandowski (1831-1896), violoniste, compositeur et chef d'orchestre au théâtre des Variétés de Varsovie. Surnommé le Strauss polonais
- Henryk Makower (1904-1964), médecin, professeur de microbiologie, chef du département de virologie à l'Institut d'immunologie et de thérapie expérimentale de Wrocław, réussit à s'échapper du ghetto de Varsovie pendant la Seconde Guerre mondiale.
- Theodor Meron (1930- ), juge américain, membre du Tribunal pénal international pour l'ex-Yougoslavie et du Tribunal pénal international pour le Rwanda
- Isidor Milgram (1896-1938), officier soviétique des services spéciaux, condamné à mort lors des Grandes purges staliniennes
- Maria Morska (1895-1945), actrice polonaise de théâtre et de cabaret, journaliste et militante féministe.
- Aleksander Pakentreger (1916-2007), écrivain, historien, colonel de l'Armée populaire de Pologne, membre de l'Institut historique juif de Pologne
- Adolf Peretz (1855-1933), économiste, financier, négociant et journaliste
- Jakub Pinczewski (1893-1943), neurologue et journaliste, assassiné à Majdanek
- Eugenia Pragierowa (1888-1964), avocate, militante du mouvement socialiste polonais, féministe, membre du Parti socialiste polonais et du Parti ouvrier unifié polonais
- Stanisław Saks (1897-1942), mathématicien appartenant à l'École mathématique de Lwów, professeur agrégé à l'université de Varsovie, spécialiste de la théorie des fonctions et de l'analyse fonctionnelle, assassiné par les Allemands à Varsovie.
- Alina Szapocznikow (1926-1973), sculptrice, survivante de la Shoah
- Mordechaj Zilberberg (- -1943), militant de la résistance juive pendant la Seconde Guerre mondiale, assassiné dans le ghetto de Częstochowa

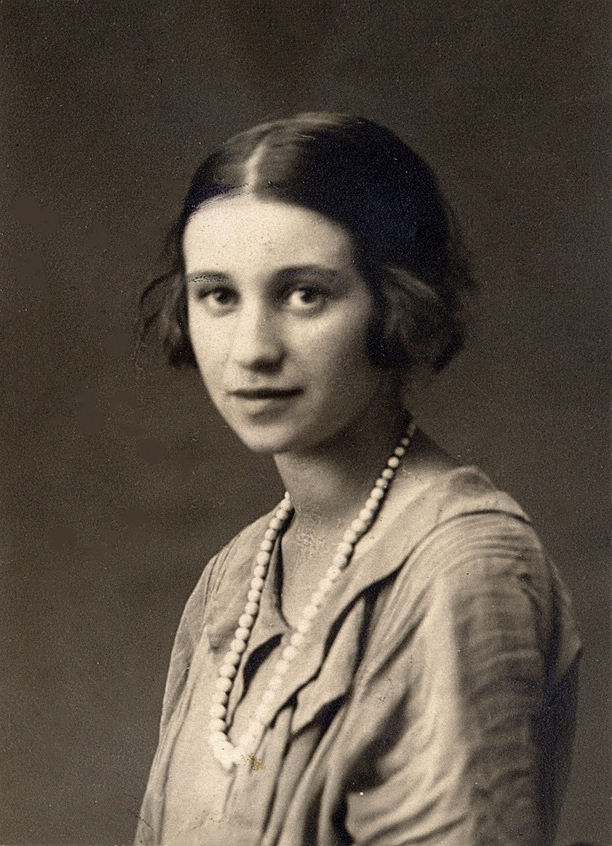
Gustawa Jarecka avant 1932
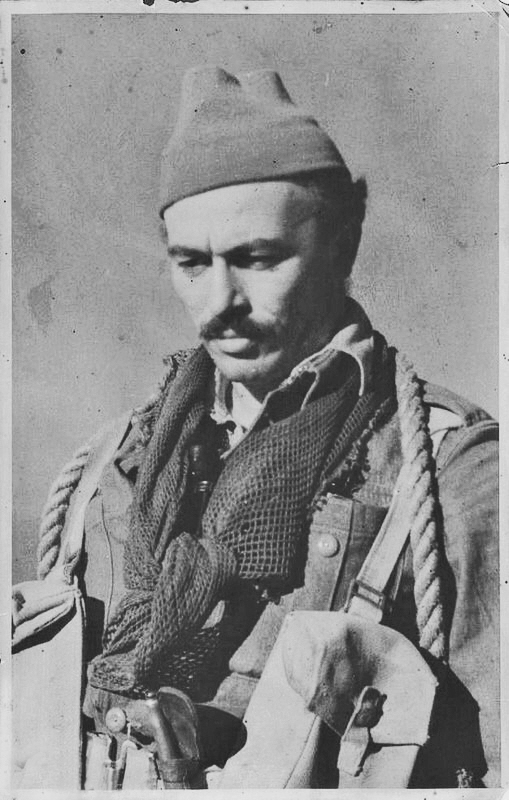
Henryk jedwab durant la Seconde Guerre mondiale
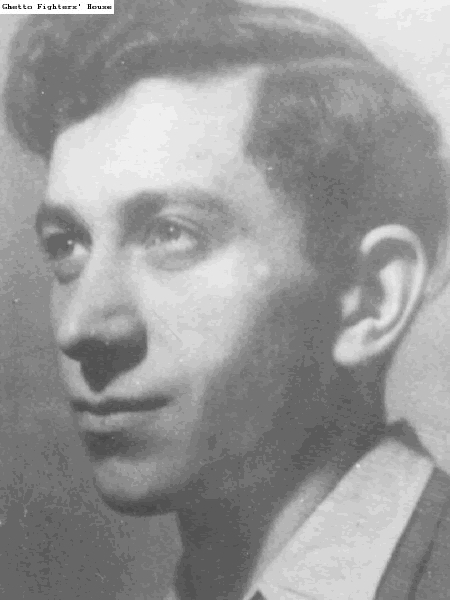
Josef-Kapłan
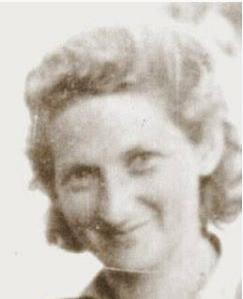
Vitka Kempner durant la Seconde Guerre mondiale
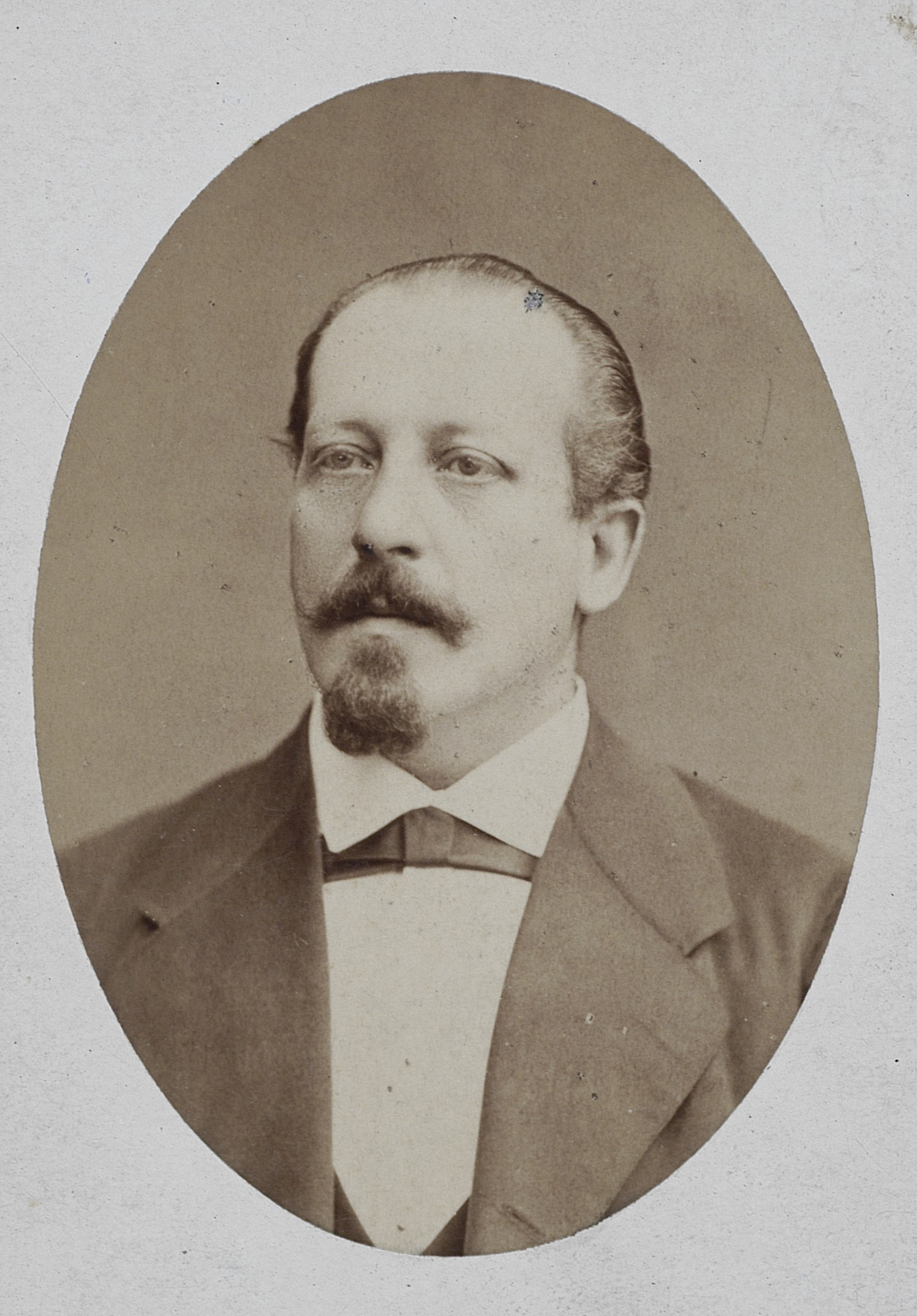
Leopold Leon Lewandowski en 1875
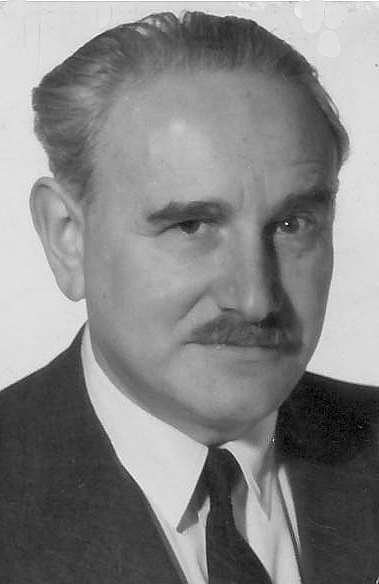
Henryk Makower
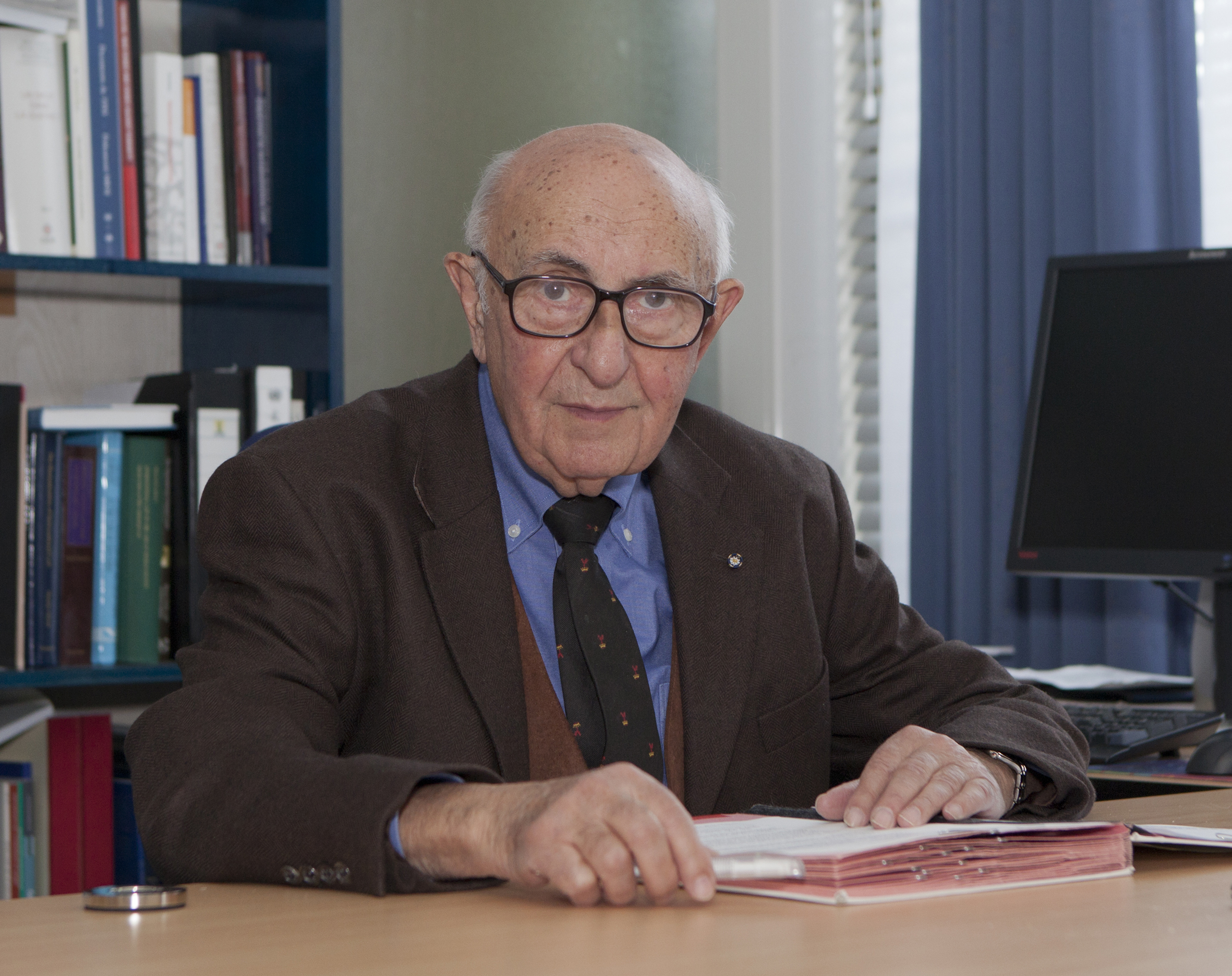
Theodor Meron
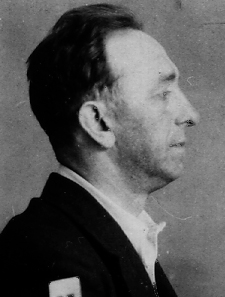
Isidor Milgram in 1937 after his arrestation
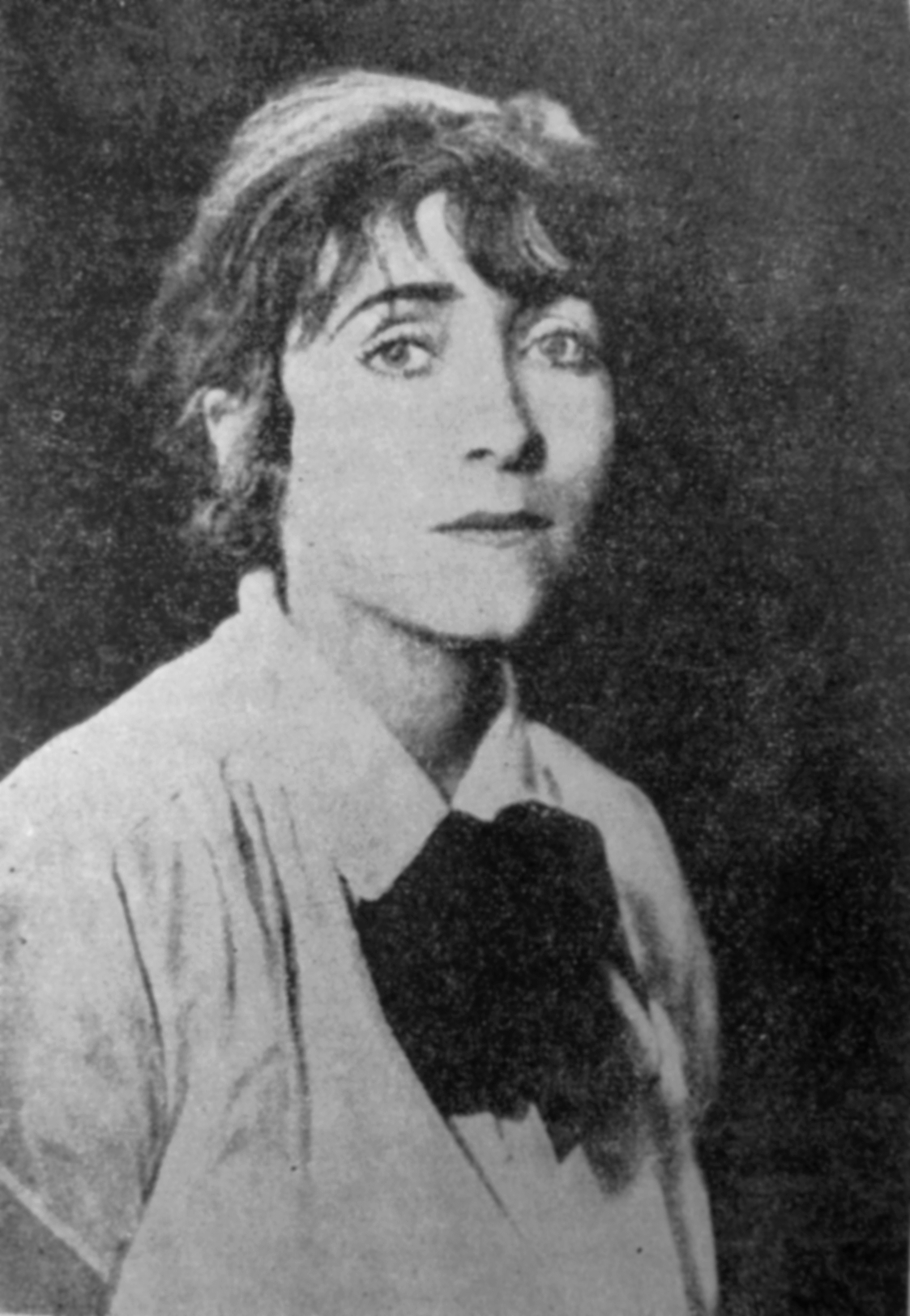
Maria Morska
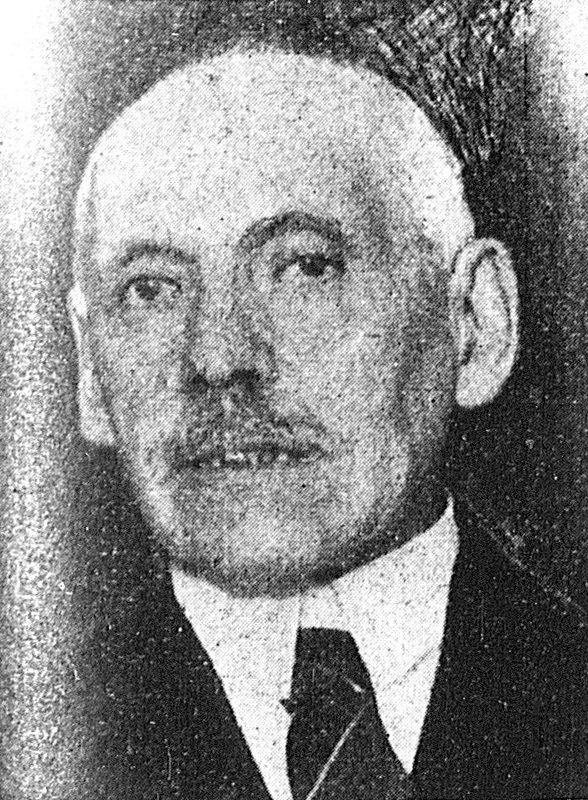
Adolf Peretz
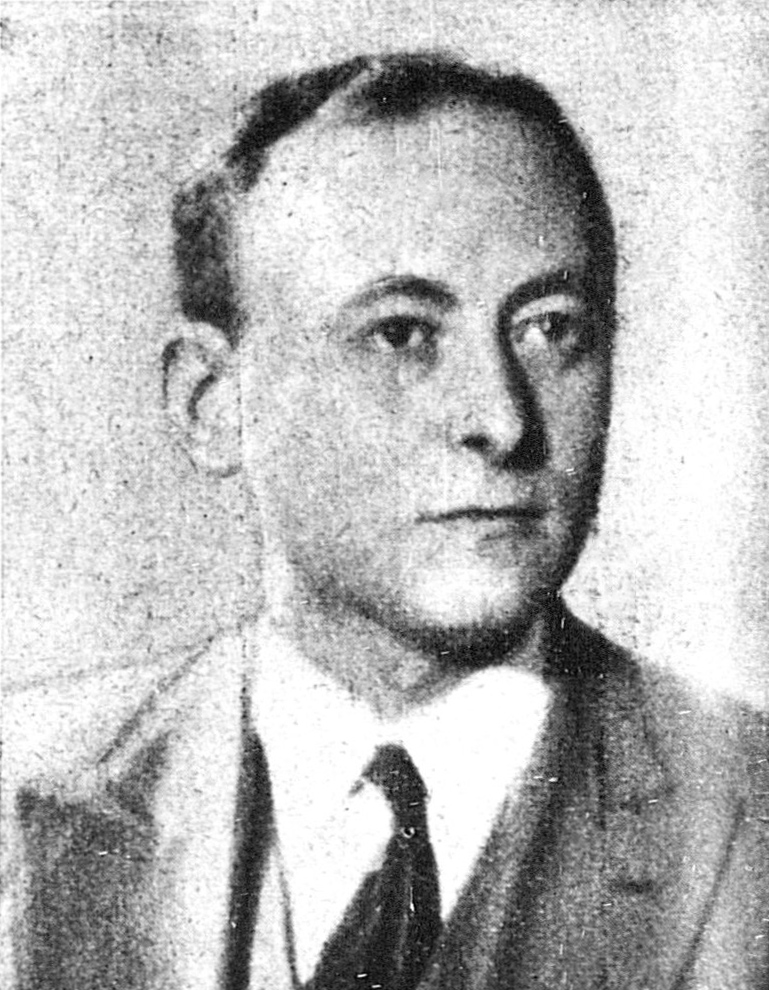
Jakub Pinczewski en 1933
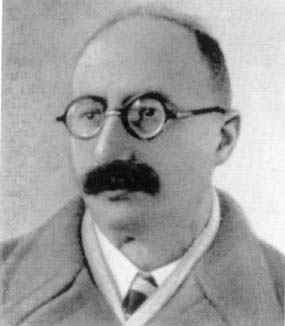
Stanisław Saks
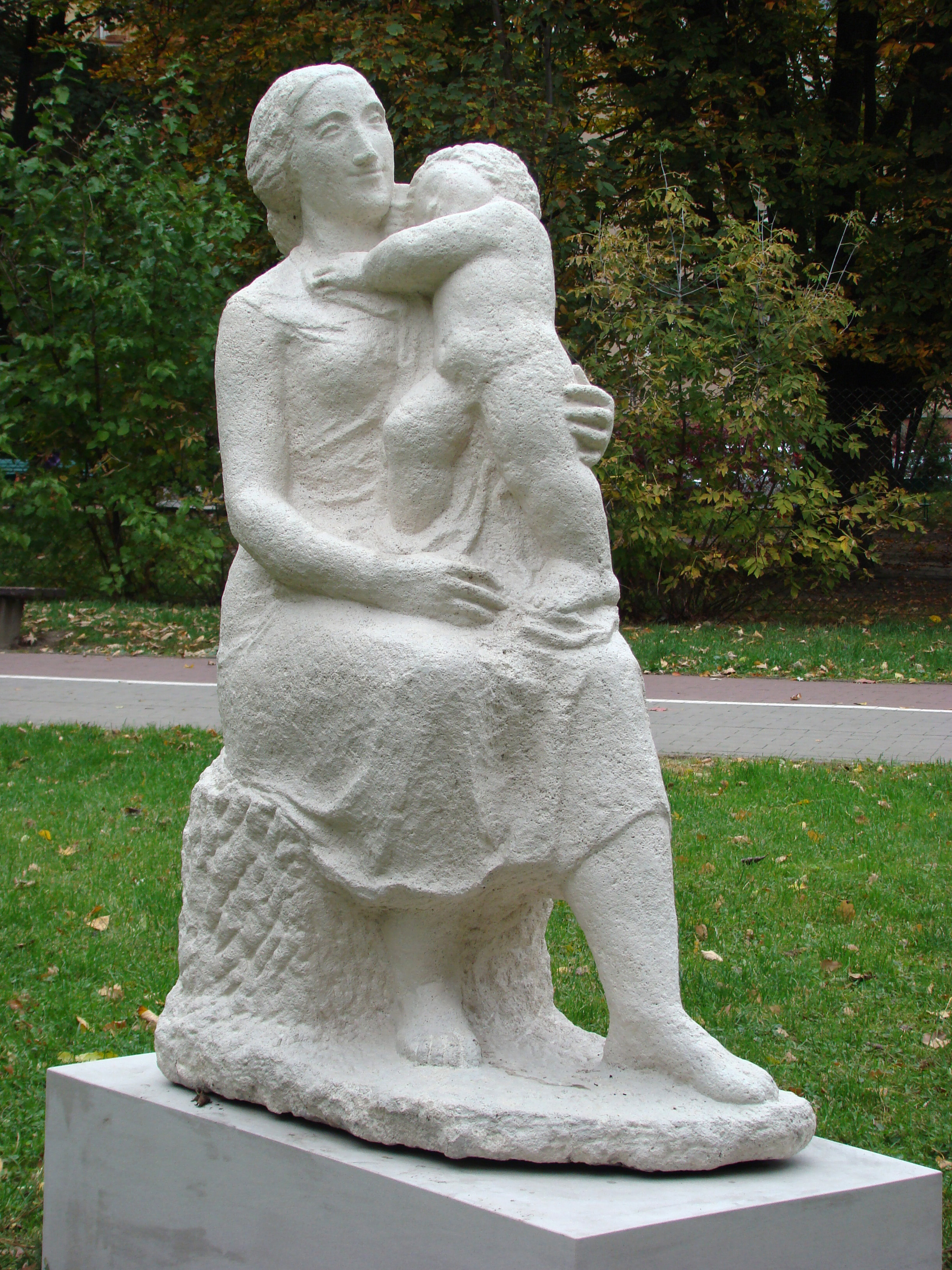
Sculpture Femme à l'enfant d'Alina Szapocznikow. 1949 - Varsovie
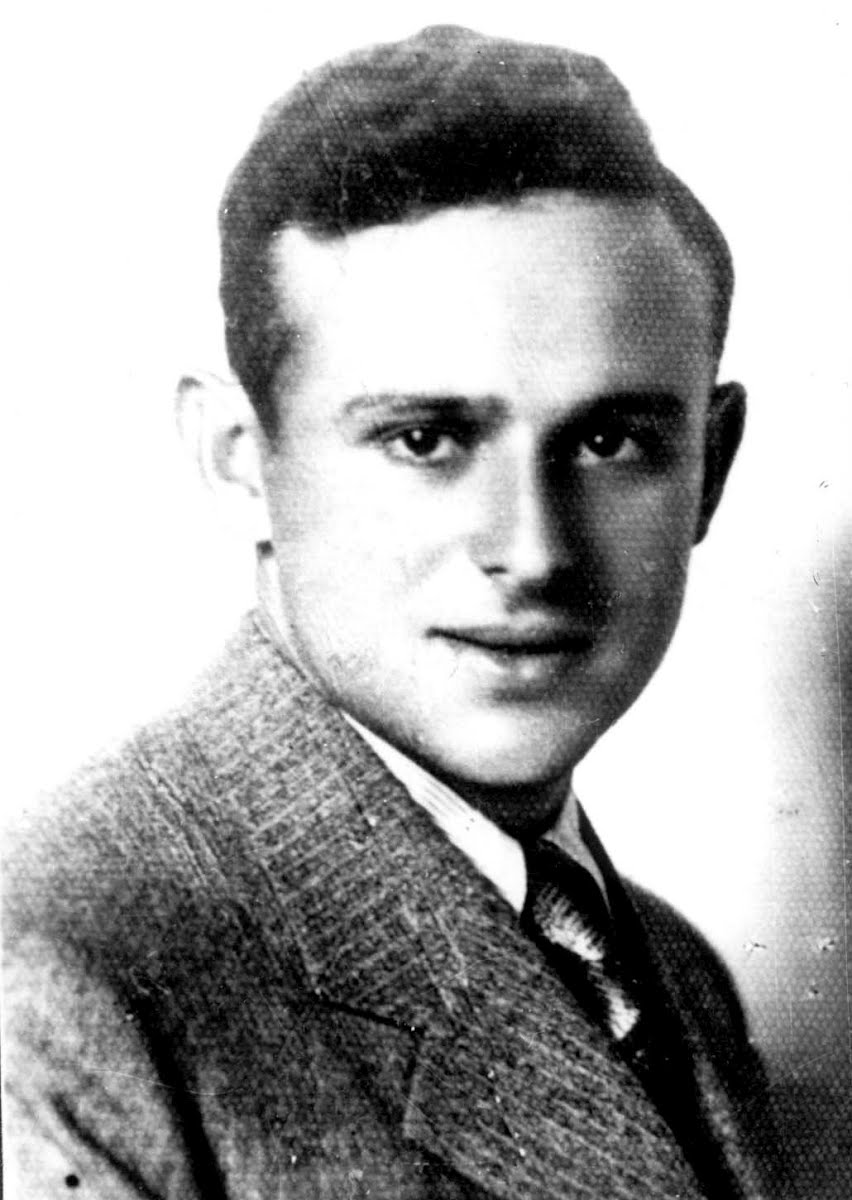
Mordechaj Zilberberg